# 二氯化钒
二氯化钒是一种无机化合物，化学式为VCl2，它是苹果绿色固体，可溶于水，形成紫色溶液。溶于乙醇和乙醚分别形成蓝色和绿色的溶液。

## 制备和性质
二氯化钒固体可由三氯化钒的热分解制备，产物为剩余固体：
2 VCl3 → VCl2 + VCl4
VCl2溶于水形成紫色的水合离子[V(H2O)6]2+。蒸发溶液可以得到紫色的晶体[V(H2O)6]Cl2。
此外，1000°C时钒和氯化氢反应；锌还原五氧化二钒的盐酸溶液均可得到二氯化钒：
V + 2 HCl → VCl2 + H2
3 Zn + V2O5 + 10 HCl → 2 VCl2 + 3 ZnCl2 + 5 H2O
VCl2能形成VCl2·2L和VCl2·4L两种类型的加合物。

## 结构
固体VCl2的结构为CdI2，八面体配位结构，类似地，VBr2和VI2的结构与化学性质均和VCl2相似。它们都有d3构型，和Cr(III)类似有着四方基态。
VCl2是强还原剂，可以将亚砜还原为硫化物，将有机叠氮化物还原为胺，也能还原性地偶合一些烷基卤化物。